# RTÉ
RTÉ, siglas de Raidió Teilifís Éireann (en español, «Radio Televisión de Irlanda»), es la empresa de radiodifusión pública de la República de Irlanda.
La empresa fue fundada en diciembre de 1960 para asumir la gestión de la radio pública, cuyas emisiones habían comenzado en 1926. Actualmente RTÉ gestiona cuatro emisoras de radio nacional, cuatro canales de televisión —RTÉ One, RTÉ2, RTÉjr y RTÉ News—, un servicio de transmisión por internet y un sitio web.
Es miembro activo de la Unión Europea de Radiodifusión desde su fundación en 1950.

## Historia
La República de Irlanda declaró su independencia en 1922 y pocos años después fundó su primer medio de comunicación público. El 1 de enero de 1926 se iniciaron las emisiones oficiales desde Dublín de 2RN, la primera emisora de radio del Estado Libre, bajo la dirección del Ministerio de Correos y Telégrafos. Su señal de emisión era de 1,5 kilovatios y solo podía escucharse en la capital. Dos años después se abrió una segunda radio en Cork (6CK). El 6 de febrero de 1933 el jefe de gobierno irlandés, Éamon de Valera, inauguró una nueva emisora en Athlone que aumentó la señal para toda la isla en un radio de 60 kilovatios. Al contar ya con cobertura nacional, todo el servicio pasó a llamarse Radio Éireann (Radio irlandesa) en 1937.
La televisión tuvo una lenta implantación en Irlanda respecto a otros países europeos, pues no hubo interés político hasta finales de la década de 1950, cuando comenzaron las emisiones de BBC británica para Irlanda del Norte. El 1 de junio de 1960, durante el gobierno de Sean Lemass, se creó la corporación Raidió Éireann (actual RTÉ) bajo la Ley Audiovisual de 1960, que supuso el nacimiento de un organismo no controlado directamente por el gobierno y la profesionalización de los medios de comunicación públicos. Su primer presidente fue Eamonn Andrews, un famoso presentador irlandés de la BBC que supervisó también el desarrollo del primer canal de televisión, Teilifís Éireann (actual RTÉ One), el 31 de diciembre de 1961. Las emisiones en color comenzaron en 1968 y toda la programación pasó al sistema PAL en 1976.
En la década de 1970 RTÉ desarrolló nuevos canales. El 2 de abril de 1972 estrenó una radio exclusivamente en idioma irlandés, Raidió na Gaeltachta, mientras que el 31 de mayo de 1979 comenzaron las emisiones de la segunda emisora RTÉ Radio 2 (actual RTÉ 2fm), con un perfil más popular y comercial. Para su segundo canal de televisión, el Gobierno estudió tres opciones: reemitir la señal de BBC1 Northern Ireland, autorizar una cadena privada o permitir que la corporación gestionara el servicio. Al final eligieron la tercera opción y el 2 de noviembre de 1978 se inauguró RTÉ 2.
RTÉ abrió en 1995 sus primeros estudios regionales en Cork y Galway. Un año después participó en la creación de un canal público en idioma irlandés, Teilifís na Gaeilge, al que continúa suministrando espacios informativos y programas. Y en 1998 comenzó a competir con el primer canal privado irlandés, TV3. Si bien la televisión irlandesa enfrentó siempre la competencia de los canales británicos que emitían en Irlanda del Norte (BBC y la privada UTV), a nivel nacional se mantuvo un monopolio hasta los años 1990.
La llegada de la televisión digital terrestre motivó la creación de nuevos canales públicos. A comienzos de 2006 RTÉ Radio lanzó una oferta de cuatro emisoras exclusivas en DAB y en 2011 el grupo contó con un MUX en la plataforma digital Saorview, que a partir de mayo de 2011 empezó a emitir cinco canales de televisión: RTÉ One, RTÉ Two (alta definición), RTÉjr, RTÉ One+1 y RTÉ News Now. El apagón analógico se produjo un año después.

## Organización
Raidió Teilifís Éireann es una corporación estaturaria sin ánimo de lucro. En la legislación irlandesa, bajo esta fórmula existe un consejo o cualquier otra autoridad elegida por el ministerio correspondiente. La sede central se encuentra en Donnybrook (Dublín). Además mantiene doce estudios regionales (dos de ellos en Belfast y Londonderry, en Irlanda del Norte) y dos centros de información internacional en Bruselas y Washington D. C.
El mayor órgano directivo desde la aprobación de la Ley Audiovisual de 2009 es el Consejo de RTÉ (RTÉ Board) formado por doce miembros, incluyendo al presidente. Por debajo se encuentra el Consejo Ejecutivo de RTÉ, que desarrolla la actividad de la empresa y está formado por un director general, el órgano más visible de cara a la opinión pública, y el resto de directivos. En cuanto a su organización, la empresa tiene seis divisiones: RTÉ Television, RTÉ Radio, RTÉ News and Current Affairs (servicios informativos), RTÉ Network, RTÉ Digital y RTÉ Orchestras Quartet & Choirs (orquesta y coro).
RTÉ se financia a través de un impuesto televisivo y la venta de espacios publicitarios, limitados por ley. La tasa (160 euros) es anual y se recauda a través de servicio postal An Post, bajo órdenes del Ministerio de Comunicaciones, Energía y Recursos Naturales. Están obligados al pago todas las personas físicas o jurídicas que dispongan de un aparato capaz de recibir señal de televisión, independientemente del uso que le den. En caso de no abonarlo, el usuario se enfrenta a una multa de 1.000 euros (primera vez) a 2.000 euros (reincidencia).

## Servicios

### Radio

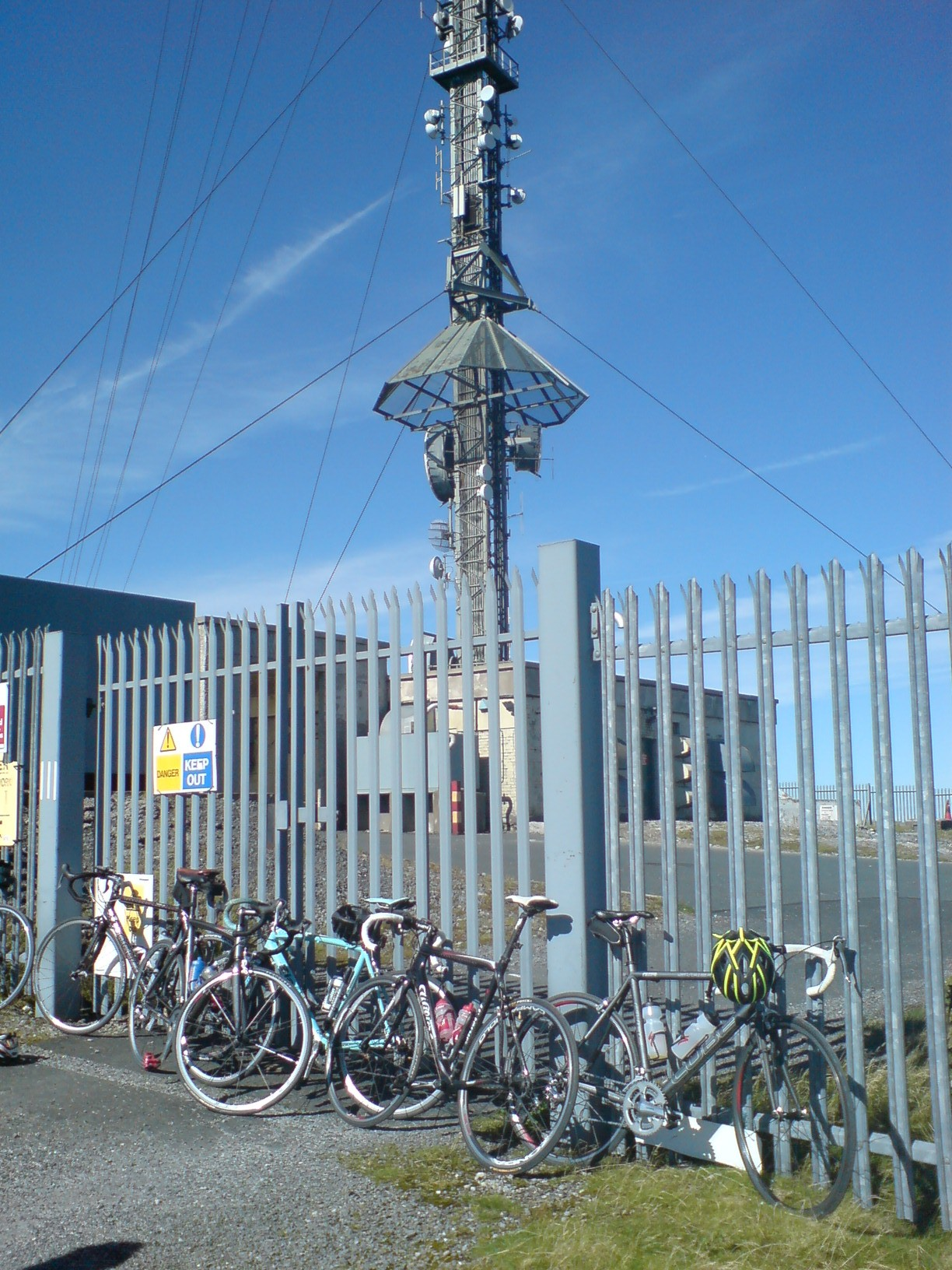
Antena de RTÉ en la cima del monte Cipiúr.

El departamento que dirige las emisoras de radio es RTÉ Radio. Gestiona cuatro emisoras en frecuencia modulada y varias digitales. Todas pueden escucharse a través de internet.
Las siguientes emisoras están presentes en frecuencia modulada y con cobertura nacional:
- RTÉ Radio 1: Emisora generalista con programas informativos, música y magacines. Comenzó sus emisiones el 14 de noviembre de 1925 como 2RN, la primera cadena de radio del Estado Libre Irlandés.
- RTÉ 2FM: Emite programas musicales y magacines. Se dirige a un público más joven que el del primer canal y se puso en marcha el 31 de mayo de 1979.
- RTÉ Lyric FM: Está especializada en música clásica y comenzó sus emisiones el 1 de mayo de 1999.
- RTÉ Raidió na Gaeltachta: Radio en idioma irlandés y dirigida a las regiones de habla mayoritariamente gaélica. Empezó el 2 de abril de 1972.

Las siguientes emisoras son exclusivamente digitales. Todas se lanzaron el 1 de diciembre de 2008:
- RTÉ Radio 1 Extra: Servicio complementario de RTÉ Radio 1. Tiene una frecuencia en onda corta.
- RTÉ 2XM: Servicio complementario de RTÉ 2FM. Música alternativa.
- RTÉ Pulse: Música dance y electrónica.
- RTÉ Gold: Éxitos musicales anteriores a la década de 1990.
- RTÉjr: Radio dirigida al público infantil. Solo emite por las mañanas.
- RTÉ Chill: Música ambiente y chill out. Comparte canal con RTÉjr.

### Televisión
RTÉ cuenta con cinco canales de televisión con cobertura nacional (cuatro frecuencias), dirigidos por el departamento RTÉ Television.
- RTÉ One: Primer canal de televisión en la República de Irlanda. Sus emisiones comenzaron el 31 de diciembre de 1961 y su programación es generalista. Dispone de versión en alta definición y versión timeshift.
- RTÉ2: Televisión dirigida al público joven-adulto, especializada en entretenimiento. Empezó a emitir el 2 de noviembre de 1978. Dispone de versión en alta definición y versión timeshift. La programación juvenil se ofrece bajo la marca RTÉ Kids.
- RTÉjr: Canal de programación infantil, cuya emisión está limitada desde las 6:00 hasta las 20:00. Se puso en marcha el 27 de mayo de 2011.
- RTÉ News: Canal informativo de RTÉ. Cuenta con boletines propios aunque también reemite los informativos de todos los canales de RTÉ y los de Euronews.

No existe un servicio para los irlandeses en el exterior. A pesar de que desde 2007 existe un proyecto para crear un canal internacional llamado RTÉ Ireland (con contenidos de RTÉ y TG4), este se ha pospuesto hasta que la economía nacional mejorase. En los años 1990 se apoyó un canal en el satélite británico para ese fin, Tara Television, que cesó su actividad en 2002.

### Orquestas y coros

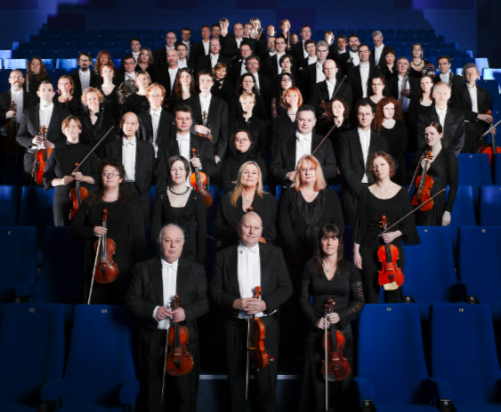
Orquesta sinfónica de RTÉ.

RTÉ Orchestras Quartet & Choirs es la división que dirige y gestiona las orquestas y coros de la radiotelevisión pública. En total dirige cinco grupos musicales que actúan habitualmente en el National Concert Hall de Dublín, con apariciones también en The Helix (Universidad Ciudad de Dublín) y en la Galería Nacional de Irlanda. Dos son orquestas a tiempo completo: RTÉ Concert Orchestra y RTÉ National Symphony Orchestra.
- RTÉ National Symphony Orchestra: Orquesta Sinfónica Nacional de RTÉ.
- RTÉ Concert Orchestra: Orquesta de Conciertos de RTÉ.
- RTÉ Philharmonic Choir: Coro filarmónico de RTÉ.
- RTÉ Cór na nÓg: Coro infantil de RTÉ.
- RTÉ Vanbrugh Quartet: Cuarteto de cuerdas de RTÉ.

### Multimedia
El portal web de Raidió Teilifís Éireann es «www.rte.ie». Funciona desde el 26 de mayo de 1996 y se financia a través de publicidad y patrocinios, sin recibir dinero del impuesto directo.
Todas las radios de RTÉ están disponibles pero no sucede lo mismo con los canales de televisión, que no pueden verse fuera de Irlanda por derechos de autor. El servicio de video bajo demanda de RTÉ se llama RTÉ player, en activo desde 2009.